# Homoporus nypsius
Homoporus nypsius är en stekelart som först beskrevs av Walker 1839.  Homoporus nypsius ingår i släktet Homoporus och familjen puppglanssteklar. Arten är reproducerande i Sverige. Inga underarter finns listade i Catalogue of Life.